# Dinnyéssy Juliska
Dinnyéssy Juliska, névváltozat: U. Dinnyési Juliska, Dinnyésy Julianna (Ivankovo (ma: Horvátország), 1884. július 9. – Budapest, 1970. május 2.) színésznő.

## Életútja
Dinyesy János és Király Anna leánya. 1900 októberében lépett színpadra. 1902-től Krecsányi Ignácnál szerepelt, majd 1909–10-ben Kecskeméten lépett fel. 1910–11-ben Szatmáron, 1911–12-ben Sopronban, 1912-től 1914-ig Pécsett, 1914–15-ben Szabadkán, 1915 és 1919 között pedig Temesvárott működött. 1921–1923 között a Várszínházban, 1923–24-ben a Belvárosi Színházban lépett színpadra. 1925–26-ban a Magyar Színház, 1927–28-ban a Vígszínház művésznője volt. 1928–1931 között a Király Színházban lépett fel, 1931 őszétől az Új Színházban, 1932–33-ban a Magyar, 1935-ben és 1939-ben az Andrássy Színházban játszott. 1942-től a Színművészeti Akadémia felügyelőjeként dolgozott. 1944-ben a Madách Színházban láthatta a közönség.
Második férje Ujj Kálmán, a Magyar Színház korán elhunyt színésze volt, akivel 1917. augusztus 23-án kötött házasságot. Később Barna Sándorhoz ment feleségül.

## Fontosabb színházi szerepei
- Klytaimnésztra (Szophoklész: Élektra)
- Mária (Ernst Raupach: A molnár és gyermeke)
- Claire (Georges Ohnet: A vasgyáros)

## Filmszerepei
- Az anyaszív (1917) – Warvik Györgyné
- Az őrszem (1924)
- A csodadoktor (1926) – Kovácsné
- Mária nővér (1929)
- Intéző úr (1941)
- Fehér veszedelem (1941, rövid)
- Lelki klinika (1941) – szegény házaspár Sásdyéknál
- Dr. Kovács István (1941) – Dr. Kovács István ismerőse a vendéglőben
- Ma, tegnap, holnap (1941) – Anna nővér
- Házassággal kezdődik (1941–42) – ápolónő
- Féltékenység (1943) – falusi asszony